# Rochester Americans
I Rochester Americans, soprannominati Amerks, sono una squadra di hockey su ghiaccio dell'American Hockey League, affiliati ai Buffalo Sabres, squadra della National Hockey League. La squadra ha sede nella città di Rochester, nello stato di New York. Gli incontri casalinghi vengono disputati presso la Blue Cross Arena. Gli Americans sono una delle franchigie più antiche della AHL, e nel corso della stagione 2005-2006 hanno celebrato i 50 anni di esistenza. Sono l'unica franchigia della AHL ad aver partecipato alla Coppa Spengler, nel 1996 e nel 2013.
Nel corso della loro storia hanno conquistato sei edizioni della Calder Cup, oltre a 14 titoli di Division e 3 titoli di Conference. La forma e i colori del logo della franchigia, blu, rosso e bianco, riprendono il motivo della bandiera statunitense.

## Storia
Agli inizi degli anni 1950, mentre era in costruzione il Rochester Community War Memorial, il manager dei Montreal Canadiens Frank Selke promise alla città di Rochester la costituzione di una squadra da iscrivere nella American Hockey League, ponendo come uno dei termini il 1956. Nel 1956 con la demolizione del loro impianto di gioco i Pittsburgh Hornets si ritirarono dalla lega lasciando a Rochester la possibilità di debuttare nella AHL.
Gli Americans debuttarono nella stagione 1956-57 affiliandosi oltre che ai Canadiens anche ai Toronto Maple Leafs. Sotto la guida di Joe Crozier, allenatore e general manager della squadra, gli Americans vinsero la Calder Cup nel 1965, nel 1966 e nel 1968, oltre alla finale persa nel 1967; nella storia della AHL sono stati gli unici ad aver conquistato quattro finali consecutive della Calder Cup.
Al termine dell'era delle Original Six la squadra fu affiliata ai Vancouver Canucks, in procinto di unirsi alla NHL a partire dal 1970. Tuttavia molti giocatori di Rochester furono mandati in Columbia Britannica nelle altre formazioni affiliate ai Canucks, indebolendo così gli Americans. I risultati raggiunti nelle stagioni successive misero in discussione la sopravvivenza della franchigia stessa, quando nel 1972 una cordata di imprenditori locali salvò la squadra.
Prima dell'inizio della stagione 1979-80 gli Amerks furono acquistati dalla famiglia Knox, già proprietaria dei Buffalo Sabres, divenendo così la nuova formazione affiliata. Dopo la morte dei fratelli Knox negli anni 1990, gli Americans cambiarono proprietà, tuttavia rimasero legati alla franchigia di Buffalo.
La collaborazione fra le due squadre è la più lunga e continua nella storia della AHL, nonostante un breve intervallo occorso fra il 2008 e il 2011. A favorire il rapporto fra le squadre è la vicinanza geografica fra Rochester e Buffalo, fattore che consente brevi trasferte per i giocatori richiamati da una o dall'altra franchigia. Durante il lungo periodo di affiliazione ai Sabres i Rochester Americans hanno conquistato altre tre edizioni della Calder Cup, arrivando inoltre per sei volte in finale.

### Affiliazioni
Nel corso della loro storia i Rochester Americans sono stati affiliati alle seguenti franchigie della National Hockey League:
- Montreal Canadiens: (1956-1960)
- Toronto Maple Leafs: (1956-1969)
- Minnesota North Stars: (1967-1968)
- Vancouver Canucks: (1970-1972)
- Boston Bruins: (1974-1979)

- Buffalo Sabres: (1979-2008)
- Quebec Nordiques: (1980-1981)
- Florida Panthers: (2005-2011)
- Buffalo Sabres: (2011-)

## Record stagione per stagione
| Stagione            | Division | Gare | V  | S  | OTL | SOL | Punti | GF  | GS  | Piazzamento | Play-off                        |
| ------------------- | -------- | ---- | -- | -- | --- | --- | ----- | --- | --- | ----------- | ------------------------------- |
| Rochester Americans |          |      |    |    |     |     |       |     |     |             |                                 |
| 2006-07             | North    | 80   | 48 | 30 | 1   | 1   | 98    | 269 | 250 | 2°          | perde 1º turno (Hamilton) 2-4   |
| 2007-08             | North    | 80   | 24 | 46 | 6   | 4   | 58    | 197 | 291 | 7°          |                                 |
| 2008-09             | North    | 80   | 29 | 43 | 0   | 8   | 66    | 184 | 259 | 7°          |                                 |
| 2009-10             | North    | 80   | 44 | 33 | 2   | 1   | 91    | 253 | 247 | 2°          | perde 1º turno (Abbotsford) 3-4 |
| 2010-11             | North    | 80   | 31 | 39 | 5   | 5   | 72    | 218 | 266 | 7°          |                                 |
| 2011-12             | North    | 76   | 36 | 26 | 10  | 4   | 86    | 224 | 211 | 2°          | perde 1º turno (Toronto) 0-3    |
| 2012-13             | North    | 76   | 43 | 29 | 3   | 1   | 90    | 234 | 209 | 2°          | perde 1º turno (Toronto) 0-3    |
| 2013-14             | North    | 76   | 37 | 28 | 6   | 5   | 85    | 216 | 217 | 2°          | perde 1º turno (Chicago) 2-3    |
| 2014-15             | North    | 76   | 29 | 41 | 5   | 1   | 64    | 209 | 251 | 5°          |                                 |
| 2015-16             | North    | 76   | 34 | 38 | 3   | 1   | 78    | 199 | 249 | 6°          |                                 |

## Giocatori

### Numeri ritirati
| Numeri ritirati dai Rochester Americans |               |       |                  |                |
| N°                                      | Giocatore     | Ruolo | Anni             | Anno di ritiro |
| 6                                       | Red Armstrong | AD    | 1962-71, 1972-73 | 1985           |
| 9                                       | Dick Gamble   | AS    | 1961-1970        | 1999           |
| 9                                       | Jody Gage     | AD    | 1987-1996        | 1999           |

## Record della franchigia

### Singola stagione
Gol: 61  Paul Gardner (1985-86)
Assist: 73  Geordie Robertson (1982-83)
Punti: 119  Geordie Robertson (1982-83)
Minuti di penalità: 446  Rob Ray (1988-89)
Media gol subiti: 2.07  Martin Biron (1998-99)
Parate %: .930  Martin Biron (1998-99)

### Carriera
Gol: 351  Jody Gage
Assist: 377  Jody Gage
Punti: 728  Jody Gage
Minuti di penalità: 1424  Scott Metcalfe
Vittorie: 108  Bob Perreault
Shutout: 16  Bob Perreault
Partite giocate: 653  Jody Gage

## Palmarès

### Premi di squadra
- Calder Cup: 6

1964-1965, 1965-1966, 1967-1968, 1982-1983, 1986-1987, 1995-1996
- Macgregor Kilpatrick Trophy: 1

2004-2005
- F. G. "Teddy" Oke Trophy: 1

1973-1974
- Frank Mathers Trophy: 1

2000-2001
- John D. Chick Trophy: 11

1964-1965, 1965-1966, 1967-1968, 1977-1978, 1982-1983, 1986-1987, 1989-1990, 1990-1991, 1996-1997, 1998-1999, 1999-2000
- Norman R. "Bud" Poile Trophy: 1

2004-2005
- Robert W. Clarke Trophy: 7

1989-1990, 1990-1991, 1991-1992, 1992-1993, 1995-1996, 1998-1999, 1999-2000
- Sam Pollock Trophy: 1

2004-2005

### Premi individuali
- Aldege "Baz" Bastien Memorial Award: 2

Martin Biron: 1998-1999
Ryan Miller: 2004-2005
- Dudley "Red" Garrett Memorial Award: 6

Bill Hicke: 1958-1959
Mike Walton: 1965-1966
Ron Ward: 1968-1969
Claude Verret: 1983-1984
Donald Audette: 1989-1990
Mika Noronen: 1999-2000
- Eddie Shore Award: 2

Steve Kraftcheck: 1958-1959
Al Arbour: 1964-1965
- Fred T. Hunt Memorial Award: 3

Craig Charron: 1997-1998
Randy Cunneyworth: 1999-2000
Chris Taylor: 2004-2005
- Harry "Hap" Holmes Memorial Award: 8

Ed Chadwick: 1959-1960
Gerry Cheevers: 1964-1965
Bob Perreault: 1967-1968
David Littman: 1990-1991, 1991-1992
Darcy Wakaluk: 1990-1991
Martin Biron e Tom Draper: 1998-1999
Mika Noronen e Tom Askey: 2000-2001
- Jack A. Butterfield Trophy: 2

David Fenyves: 1986-1987
Dixon Ward: 1995-1996
- John B. Sollenberger Trophy: 7

Bill Hicke: 1958-1959
Gerry Ehman: 1963-1964
Dick Gamble: 1965-1966
Doug Gibson: 1974-1975
Rick Adduono: 1977-1978
Paul Gardner: 1985-1986
Domenico Pittis: 1998-1999
- Les Cunningham Award: 8

Bill Hicke e Rudy Migay: 1958-1959
Dick Gamble: 1965-1966
Art Stratton: 1973-1974
Doug Gibson: 1974-1975, 1976-1977
Mal Davis: 1983-1984
Paul Gardner: 1985-1986
Jody Gage: 1987-1988
- Louis A. R. Pieri Memorial Award: 3

Don Cherry: 1973-1974
Don Lever: 1990-1991
Randy Cunneyworth: 2004-2005